# Gil Itzhak
Gil Itzhak (in ebraico גיל יצחק‎?; Tel Aviv, 29 giugno 1993) è un calciatore israeliano, attaccante del Bnei Yehuda.

## Carriera

### Club
Ha sempre giocato nel campionato israeliano.

### Nazionale
Ha debuttato con la maglia della nazionale Under-21 durante le qualificazioni al campionato europeo di categoria nel 2013.